# Viktor Volčjak
Viktor Volčjak [vou̯čják], slovenski zdravnik, * 15. september 1913, Škofja Loka, † 8. januar 1987, Ljubljana.

## Življenje in delo
Rojen je bil v delavski družini očetu Francu in materi Mariji (roj. Hafner). V rojstnem kraju je obiskoval osnovno šolo, gimnazijo v Šentvidu (Zavod sv. Stanislava) med 1924 in 1932. Medicino je študiral v Ljubljani (1932-1934) in Zagrebu (1934-1937). Promoviral je leta 1938 v Zagrebu. Specialistični izpit pa je opravil leta 1952 v Beogradu.
Med 1939 in 1941 je bil zdravnik sekundarij na Ptuju in med 1941 in 1942 splošni zdravnik v Žireh. Leta 1943 se je vključil v NOB. Vodil je partizansko bolnišnico Franja pri Cerknem in bil načelnik sanitetnega odseka IX. korpusa NOV. V letih 1946 in 1947 je upravljal vojno bolnico v Ljubljani, nato je bil do 1949 pomočnik načelnika za pouk pri Sanitetni upravi JNA v Beogradu, med 1949 in 1952 služboval na internistični kliniki Zagreb (Rebro), med 1952 in 1956 bil upravnik vojne bolnice prav tam. Leta 1956 je postal sanitetni polkovnik in načelnik internističnega oddelka vojne bolnice v Ljubljani. Upokojil se je leta 1966. 
Prejel je naslednja odlikovanja: 
- red partizanske zvezde (1947)

- za hrabrost in zaslug za narod s srebrnimi žarki (1946)
- za vojaške zasluge (1963)
- ljudske armade z zlato zvezdo (1966)
- bratstva in enotnosti s srebrnim vencem (1974).

Največ je pisal o partizanski bolnici Franja, katere ustanovitelj, organizator in upravnik je bil.